# Micromitrium megalosporum
Micromitrium megalosporum là một loài rêu trong họ Ephemeraceae. Loài này được Austin mô tả khoa học đầu tiên năm 1870.